# Goodgame Studios

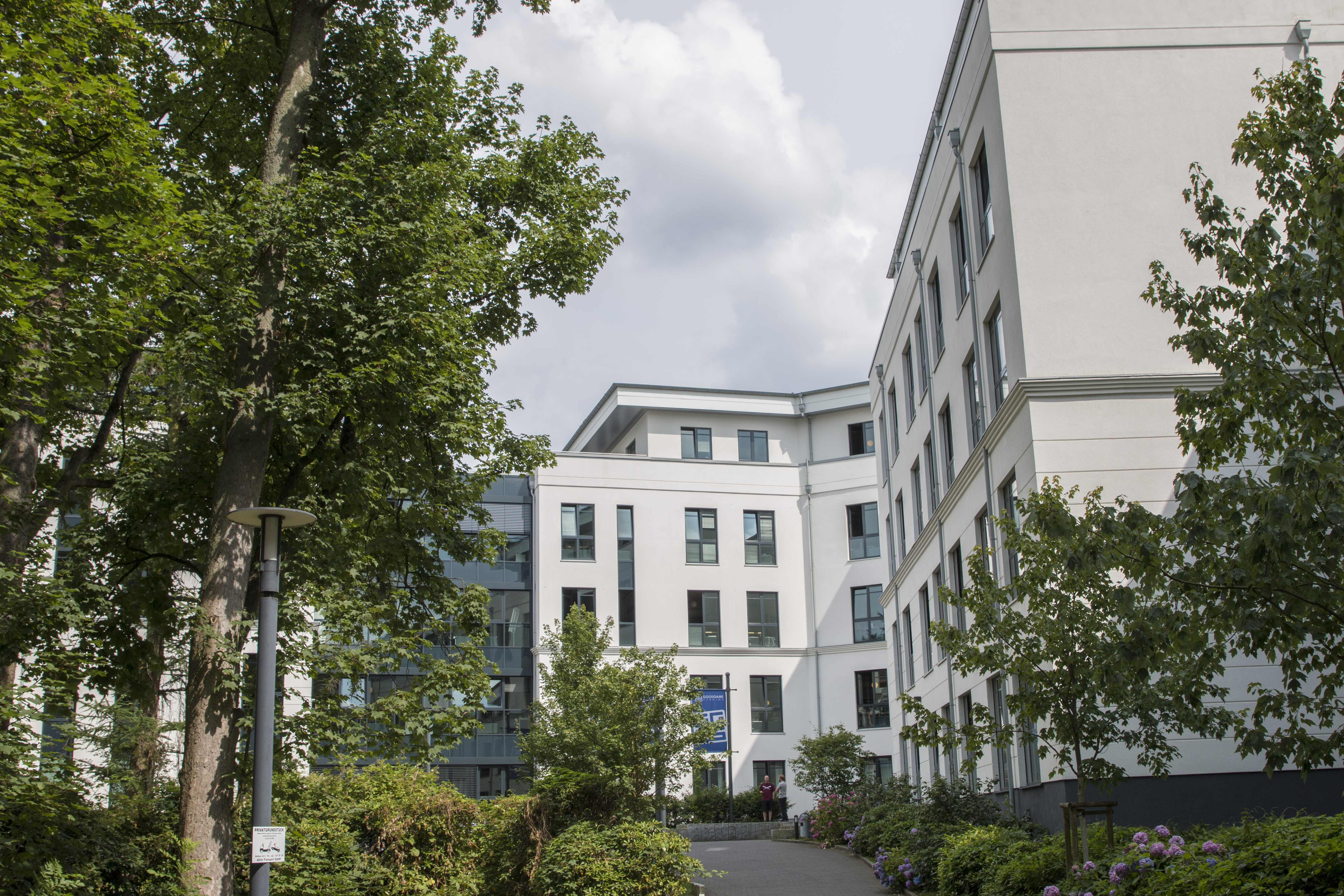
Sede de Goodgame Studios en Hamburgo.

Goodgame Studios es una empresa que creaba juegos multijugador que puedes jugar gratis en línea. Cuenta actualmente con más de 800 personas en su personal. Esta empresa crea sus juegos desde sus oficinas que se encuentran en Hamburgo, Alemania que controlan cientos de servidores alrededor de todo el mundo. Sus juegos están creados en 22 idiomas. Y actualmente hay más de 500 millones de usuarios que juegan estos juegos.

## Juegos existentes
Estos son los juegos de Goodgame Studios que existen y puedes jugar:

#### Empire: Four Kingdoms
Esta es la versión para móvil del original juego Goodgame Empire. El sentido del juego es el mismo con ligeras variaciones. Desde diciembre de 2014 esta versión cuenta con 35 570 725 jugadores, distribuidos en diferentes plataformas para móviles.
El juego se encuentra disponible gratuitamente para Android y iOS.

### Goodgame Big Farm
Juego que simula una granja. Los jugadores pueden construir edificios, producir y vender productos además de realizar otras actividades y se puede participar en cooperativas o misiones.

### Big Farm: Mobile Harvest
Versión para móviles del juego Goodgame Big Farm. El juego posee las mismas características que el juego de navegador original, con ligeras mejoras y modificaciones. Posee más de 5 millones de descargas actualmente (Junio/2018) y se encuentra disponible para Android e iOS.

### Bit Life
En este juego de un jugador vamos a crear una vida, en esa vida vamos a tener que tomar una serie de decisiones las cuales afectarán de una u otra forma nuestra vida. Este juego es el más vendido hasta ahora de la empresa

## Juegos descontinuados
Estos son juegos que antes existían y que ahora ya han sido eliminados, algunos por el acoso al gran número de menores de edad, falta de presupuesto, entre otros motivos.  

### Goodgame Café
Trata de una cafetería donde puedes preparar distintos platos y más.

### Goodgame fashion
En este juego tu eres un gran diseñador de modas. Tu tienes tus costureras, tus zapateros, y puedes crear joyas. En este juego puedes ir a las galerías y chatear con otros jugadores que se encuentren en línea.

### Goodgame Disco
En este juego tu eres un gran Dj que junto con tus bartenders, tus guardaespaldas y tú, puedes lograr tener tu disco e invitar a tus amigos, hacer fiestas o ir a la sala de estar para platicar con otros jugadores. Entre más niveles alcances más decoraciones, tamaños de la sala o cosas podrás ir ganando.

### Goodgame Farmer
Este juego a diferencia de Goodgame Farmfever puedes ir a granjas de otras personas para cosechar o arar y obtener más dinero. En este juego puedes comprar plantas, árboles, animales e incluso adornar tu granja con lo mejor que puedas comprar en el mercado.

### Goodgame Jump Júpiter
En este juego tu eres un robot que tiene que pasar obstáculos, saltar, esquivar y demás para poder acabar el nivel.

### Goodgame Farm Fever
En este juego puedes comprar plantas, animales, puedes recolectar frutos de tus árboles, todo para tener la mejor granja.

### Goodgame Hércules
En este juego tú eras un semidiós que vivía en el Monte Olimpo y podías ser un filósofo, un guerrero o un deportista. Podías competir contra otros jugadores para ver quien era el mejor.

### Goodgame Héroes
Juego de acción multijugador. Puedes competir contra otros usuarios, conquistar y luchar contra los demás.

### Goodgame Galaxy
Juego basado en el espacio en el cual podías construir tu base, atacar a otros jugadores y construir edificios.

### Shadow Kings: Dark Ages
Basado en un mundo de fantasía, debías crear tu propia ciudad, defenderla del ataque de orcos, duendes y troles, de igual forma podías usarlos para atacar a otros jugadores.